# Gémil
Gémil (okzitanisch Gemilh) ist eine französische Gemeinde mit 415 Einwohnern (Stand: 1. Januar 2022) im Département Haute-Garonne in der Region Okzitanien (vor 2016: Midi-Pyrénées). Paulhac gehört zum Arrondissement Toulouse und zum Kanton Pechbonnieu. Die Einwohner werden Gémilois genannt.

## Geographie
Gémil liegt etwa 18 Kilometer nordnordöstlich von Toulouse. Umgeben wird Gémil von den Nachbargemeinden Buzet-sur-Tarn im Norden und Nordosten, Roquesérière im Osten und Südosten, Montastruc-la-Conseillère im Süden und Südwesten sowie Paulhac im Westen und Nordwesten.
Durch die Gemeinde führt die Autoroute A68.

## Bevölkerungsentwicklung
| 1962                      | 1968 | 1975 | 1982 | 1990 | 1999 | 2006 | 2018 |
| ------------------------- | ---- | ---- | ---- | ---- | ---- | ---- | ---- |
| 106                       | 107  | 141  | 174  | 201  | 196  | 260  | 269  |
| Quelle: Cassini und INSEE |      |      |      |      |      |      |      |

## Sehenswürdigkeiten
- Kirche Saint-Pierre, seit 1929 Monument historique

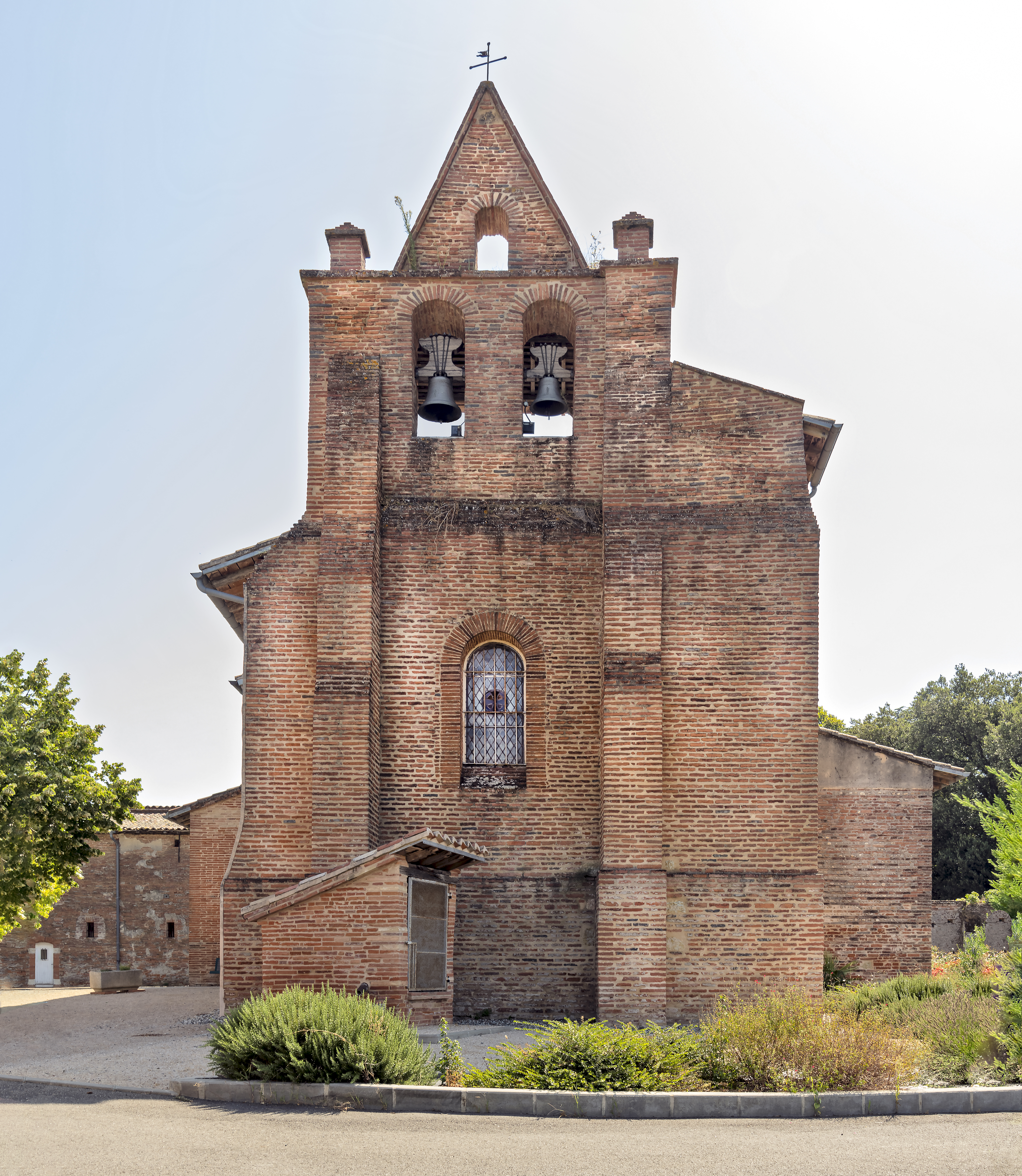
Kirche Saint-Pierre